# Restricted Area (Computerspiel)
Restricted Area ist ein 2004 erschienenes Action-Rollenspiel. Entwickelt wurde es von Master Creating, einem Spieleentwickler-Studio aus Hamburg.
Das Spiel ist ein Action-Rollenspiel das sich stark am Genre-Begründer Diablo orientiert. Im Spielablauf beider Titel sind viele Parallelen erkennbar. Besonderes Merkmal von Restricted Area ist, dass es im Gegensatz zu den meisten Action-Rollenspielen nicht im klassischen Fantasy-Szenario angesiedelt ist. Stattdessen entspricht die Hintergrundgeschichte dem Cyberpunk und weist somit viele Merkmale einer Dystopie auf. Die Entwickler sprachen von einem Dark-Future-Szenario, das man aus Blade Runner oder Shadowrun kennt.
Besonders beworben wurde vor dem Erscheinen die deutsche Synchronisation, für die mehrere professionelle Synchronsprecher verpflichtet wurden. Unter anderem die deutschen Synchronstimmen von Arnold Schwarzenegger, Alicia Silverstone, Angelina Jolie und Jet Li.

## Hintergrundgeschichte
Die Welt im Jahr 2083, Umweltzerstörung, Klimakatastrophen und Atomkriege haben die Erde zu einem unwirtlichen Ort werden lassen. Kaum nutzbare Landflächen sind verblieben. Überall haben sich Einöden und Steppen, die sogenannten Wastelands ausgebreitet. Die verbliebene Bevölkerung des Planeten lebt zusammengepfercht in den Megastädten kontrolliert von einer schwachen Weltregierung, die kaum etwas ohne die Zustimmung der sieben gigantischen Megakonzerne unternehmen kann.
Die wenigen Menschen die außerhalb der Städte leben ziehen als Nomaden, die abfällig Low Techs genannt werden, durch die Ödnis. Viele andere sind durch Mutationen schrecklich entstellt und streifen geistlos umher, alles und jeden angreifend der dumm genug ist sich in ihrer Nähe aufzuhalten. Es ist eine düstere und hoffnungslose Zeit, doch birgt sie zahllose Möglichkeiten zu Reichtum und hohem Ansehen zu gelangen, für die wenigen Freelancer die den nötigen Mut haben den Kampf aufzunehmen.

## Spielablauf
Zu Beginn eines neuen Spieles muss sich der Spieler für einen von vier Charakteren entscheiden. Jeder Charakter hat dabei individuelle Fähigkeiten und Talente, somit werden verschiedene Spielweisen benötigt, um das Spiel meistern zu können. Außerdem ist nicht jede Mission für jeden Charakter verfügbar und das Spiel endet unterschiedlich je nachdem für welche Figur man sich zu Beginn entschieden hat. Die Wahl der Spielfigur beeinflusst zusätzlich den Schwierigkeitsgrad, da aufgrund der jeweiligen Stärken teilweise eine wesentlich überlegtere Vorgehensweise notwendig ist (siehe hierzu den Abschnitt Charaktere).
Hat sich der Spieler für eine Figur entschieden, wird die Einführungssequenz des jeweiligen Charakters abgespielt um den Spieler mit seiner Figur vertraut zu machen und in die Geschichte einzuführen. Anschließend findet sich der Spieler in der sicheren Stadt wieder. Im Verlauf des Spiels kehrt man immer wieder hierher zurück. Einige vom Computer kontrollierte Figuren (NPCs) bevölkern die Stadt. Diese bieten einem diverse Möglichkeiten zur Interaktion an. Darunter zum Beispiel Kauf und Verkauf von Waffen oder Ausrüstungsgegenständen, sowie den Zugang zu zufallsbasierten oder Story-Missionen. Akzeptierte Missionen können im Quest-Log eingesehen werden. Um eine Mission auszuführen, muss man ein Gespräch mit Gleiter-Pilot Jason beginnen. Über dessen Gesprächsoptionen gelangt der Spieler zu einer Übersichtskarte, auf der für jede akzeptierte Mission ein Einsatzort eingezeichnet ist.
Der Ablauf der Missionen ist genretypisch stets sehr ähnlich, lediglich das Ziel am Ende der Mission ist unterschiedlich. In aller Regel kämpft sich der Spieler durch einen mehrere Ebenen umfassenden Dungeon der von zufällig platzierten Gegnern bevölkert ist. Für ausgeschaltete Gegner erhält der Spieler Erfahrungspunkte. Wurden ausreichend viele dieser Punkte gesammelt, steigt die Spielfigur eine Stufe auf. Für solche Stufenaufstiege bekommt der Spieler Fähigkeits- und Entwicklungspunkte. Hat der Spieler das Missionsziel erreicht, kann er in den meisten Fällen vom Auftraggeber eine Belohnung erhalten.

## Charaktere

### Johnson
Johnson ist ein ehemaliger Angehöriger der WDG. Er ist der Experte im Umgang mit Schusswaffen. Seine Skills bauen hauptsächlich seine Fähigkeiten im Umgang mit Waffen und seine Widerstandskraft weiter aus. Von allen Charakteren ist mit ihm das Spiel am einfachsten. Er eignet sich daher besonders für neue Spieler. Er wird im Spiel von Thomas Danneberg gesprochen, der deutschen Synchronstimme von Arnold Schwarzenegger.

### Victoria Williams
Victoria ist als Kind vom Oxygenetic Konzern für PSI-Experimente missbraucht worden. Sie stellt im Spiel somit das PSI-Talent dar. Sie wird von Marion von Stengel, der deutschen Synchronstimme von Angelina Jolie gesprochen.

### Kenji Takahashi
Als Sohn eines Yakuza-Bosses hat er bereits im Kindesalter den Schwertkampf trainiert. Er ist der Nahkampfexperte im Spiel. Gesprochen wird er von Simon Jäger, der deutschen Synchronstimme von Jet Li.

### Jessica Parker
Um ihrem perfekt vorgeplantem Leben zu entkommen, flüchtete sie sich schon als Kind in den Cyberspace. Als Hackerin verdient sie sich jetzt ihren Lebensunterhalt. Sie ist der einzige Charakter im Spiel der Zugriff auf den Cyberspace hat. Gesprochen wird sie von Dascha Lehmann, der deutschen Synchronstimme von Alicia Silverstone.

## Bewertungen in Spielezeitschriften
Bewertungen des Einzelspielermodus:
- PC Games, Ausgabe 11/04: 82 %[2]
- PC Action: 82 %[3]
- GameStar, Ausgabe 11/2004: 75 %[4]